# 大正堂
株式会社大正堂（たいしようどう）は、かつて埼玉県熊谷市問屋町2-5-2に本社を置いていた、医薬品・医療機器・医療用検査試薬・介護用品・健康食品・一般用医薬品等の卸売販売をおこなう企業であった。2004年10月に営業部門を福神に譲渡、現在は「アルフレッサ株式会社」である。

## 概要
埼玉県は、従来から経済、文化をはじめあらゆる面から東京の影響を受けやすく、また東京指向の風土を持つところであった。1958年（昭和33年）4月「埼玉県医薬品卸協同組合」が創立。岩崎光一、萩原宗二、間坂宏、小泉勝彦、岡田介三郎の5人で設立する。組合発足当時の人口は237万人であったが年々人口増加し、1977年（昭和52年）には500万人を越えた。それにより医療機関が準じて増加し、同年には県内卸10社・県外卸22社で構成されていた。

## 会社概要
- 代表取締役社長 岩崎研太郎
- 資本金 28百万円
- 発行済株式 532千株
- 従業員 378名
- 売上高 63,703百万円

## 沿史
- 1913年（大正2年）5月 - 埼玉県熊谷市に「大正堂薬房」を設立
- 1948年（昭和23年）2月 - 「大正堂薬局」を「株式会社大正堂」に商号変更
- 1963年（昭和38年）6月 - 東京都に「大鵬薬品工業株式会社」（大塚製薬と全国の主要卸業者が出資して設立された企業である）設立。埼玉地区独占販売契約を締結。大鵬薬品は1県1社代理店制度を採用する
- 2004年（平成16年）7月 - 「株式会社大正堂」が株式交換により「アルフレッサ ホールディングス株式会社」の完全子会社となる
- 2004年（平成16年）10月 - 営業部門を分割して「福神株式会社」に譲渡、休眠状態に。事業を譲り受けた福神は「アルフレッサ株式会社」に商号変更。

## かつての営業所在地
- 埼玉県熊谷市、さいたま市（浦和、大宮）、越谷市、久喜市、川口市、川越市、所沢市
- 群馬県太田市

## かつての主な取引メーカー
- 武田薬品工業
- 第一三共
- アステラス製薬
- 中外製薬
- 大鵬薬品工業